# Lancôme (azienda)
La Lancôme è un'azienda di cosmetici francese creata il 21 febbraio 1935 da Armand Petitjean, profumiere a Parigi.
Il nome, scelto per la sua sonorità francese, deriva dal castello di Lancosme, che sorge nel territorio di Vendœuvres, nel dipartimento dell'Indre.
Il lancio del nuovo marchio avvenne con la creazione di cinque profumi presentati nel corso dell'Esposizione Universale di Bruxelles: Tropiques, Tendres Nuits, Kypre, Bocages e Conquête.
Dal 1964 Lancôme fa parte del gruppo L'Oréal, nella divisione "Prodotti di lusso".
Quando si chiedeva ad Armand Petitjean perché avesse creato la sua impresa egli rispondeva:
Avevo constatato che i francesi contavano sempre meno nel campo dei prodotti di bellezza. Due società americane avevano il controllo del mercato mondiale. Pensavo fosse ora che una casa francese si intromettesse.

## Prodotti
L'azienda è specializzata in profumi, trucchi e prodotti per la cura della pelle. Tra i prodotti più famosi si ricordano i mascara della linea "Hypnose" e la linea di prodotti per la pelle "Visionnaire", che comprende l'ingrediente "LR2412", protetto da brevetto.
Nel 2014, la fragranza "La Vie Est Belle Eau De Parfum" diventa il profumo più venduto in Francia, mercato storico di Lancôme